# Kees van Ierssel
Cornelius Claudius Henricus (Kees) van Ierssel (Breda, 6 december 1945) is een voormalig Nederlands voetballer. Hij voetbalde onder andere voor Baronie en FC Twente en is zesvoudig international.

## Carrière
Van Ierssel komt uit een Bredase voetbalfamilie. Zijn vader Andel speelde in het eerste van VV Baronie en zijn ooms Toon en Pim speelden voor NAC. Met zijn oudere broers Henk en Ad voetbalde Van Ierssel in de jaren zestig in het eerste van Baronie. In 1969 werd hij door trainer Kees Rijvers naar FC Twente gehaald. Ook NAC had interesse, maar Van Ierssel koos voor de club uit Enschede die zich onder Rijvers had ontwikkeld tot de top van Nederland. Van Ierssel was in Breda nog een aanvaller, maar werd door Rijvers omgeturnd tot een rechtervleugelverdediger.
Van Ierssel bleef tien seizoenen bij FC Twente. Hij speelde 383 wedstrijden in de competitie, beker en Europa Cup, waarin hij in totaal vijftien keer scoorde. Met Twente werd Van Ierssel tweede in de Eredivisie in 1974, won hij de KNVB beker in 1977 en was hij verliezend finalist in de UEFA Cup in 1975. Met name in seizoen 1971/72 vormde hij met Kalle Oranen, Epi Drost, Willem de Vries en doelman Piet Schrijvers een onneembare vesting als Twente-verdediging. De dertien tegentreffers van dat seizoen betekenen een Eredivisierecord.
Op 10 oktober 1973 maakte hij zijn debuut voor het Nederlands elftal, in een wedstrijd tegen Polen. Het jaar erop speelde hij nog vijf interlands en maakte hij deel uit van de selectie van Oranje tijdens het wereldkampioenschap voetbal. Van Ierssel had echter Wim Suurbier voor zich en kwam op het toernooi niet tot speeltijd. In de eerste wedstrijd tegen Uruguay zat hij op de reservebank, de overige wedstrijden moest hij op de tribune plaatsnemen. Zijn laatste interland speelde hij op 9 oktober 1974, op een dag na een jaar na zijn debuut, tegen Zwitserland.
Overbodig geworden verliet Van Ierssel in de zomer van 1979 FC Twente en tekende een contract bij SC Heracles '74. Daar speelde hij nog drie jaar, tot hij in 1982 op 36-jarige leeftijd stopte met betaald voetbal. Na zijn carrière trad hij in dienst van het GAK in Hengelo, waar hij tijdens zijn loopbaan al op parttime-basis werkte. Hij voetbalde nog enkele jaren op amateurniveau, bij Quick'20 in Oldenzaal.

## Carrièrestatistieken
| Seizoen         | Club            | Land            | Competitie       | Competitie | Competitie | Beker | Beker | Internationaal | Internationaal | Overig | Overig | Totaal | Totaal |
| Seizoen         | Club            | Land            | Competitie       | Wed.       | Dlp.       | Wed.  | Dlp.  | Wed.           | Dlp.           | Wed.   | Dlp.   | Wed.   | Dlp.   |
| --------------- | --------------- | --------------- | ---------------- | ---------- | ---------- | ----- | ----- | -------------- | -------------- | ------ | ------ | ------ | ------ |
| 1962/63         | Baronie         | Nederland       | Tweede divisie B | –          | 1          | –     | 0     | 0              | 0              | 0      | 0      | –      | 1      |
| 1963/64         | Baronie         | Nederland       | Tweede divisie B | –          | 3          | –     | 0     | 0              | 0              | 0      | 0      | –      | 3      |
| 1964/65         | Baronie         | Nederland       | Tweede divisie B | –          | 3          | –     | 0     | 0              | 0              | 0      | 0      | –      | 3      |
| 1965/66         | Baronie         | Nederland       | Tweede divisie B | –          | 0          | –     | 0     | 0              | 0              | 0      | 0      | –      | 0      |
| 1966/67         | Baronie         | Nederland       | Tweede divisie   | –          | 12         | –     | –     | 0              | 0              | 0      | 0      | –      | 12     |
| 1967/68         | Baronie         | Nederland       | Tweede divisie   | –          | 11         | –     | 0     | 0              | 0              | 0      | 0      | –      | 11     |
| 1968/69         | Baronie         | Nederland       | Tweede divisie   | –          | 8          | –     | 0     | 0              | 0              | 0      | 0      | –      | 8      |
| 1969/70         | FC Twente       | Nederland       | Eredivisie       | –          | –          | –     | 0     | 2              | 0              | 0      | 0      | –      | –      |
| 1970/71         | FC Twente       | Nederland       | Eredivisie       | –          | –          | –     | 0     | 8              | 0              | 0      | 0      | –      | –      |
| 1971/72         | FC Twente       | Nederland       | Eredivisie       | –          | –          | –     | 0     | 0              | 0              | 0      | 0      | –      | –      |
| 1972/73         | FC Twente       | Nederland       | Eredivisie       | –          | –          | –     | 0     | 9              | 0              | 0      | 0      | –      | –      |
| 1973/74         | FC Twente       | Nederland       | Eredivisie       | –          | –          | –     | 0     | 6              | 1              | 0      | 0      | –      | –      |
| 1974/75         | FC Twente       | Nederland       | Eredivisie       | –          | –          | –     | 0     | 12             | 0              | 0      | 0      | –      | –      |
| 1975/76         | FC Twente       | Nederland       | Eredivisie       | –          | –          | –     | 0     | 0              | 0              | 0      | 0      | –      | –      |
| 1976/77         | FC Twente       | Nederland       | Eredivisie       | –          | –          | –     | 0     | 0              | 0              | 0      | 0      | –      | –      |
| 1977/78         | FC Twente       | Nederland       | Eredivisie       | –          | –          | –     | 0     | 8              | 0              | 0      | 0      | –      | –      |
| 1978/79         | FC Twente       | Nederland       | Eredivisie       | –          | –          | –     | 0     | 2              | 0              | 0      | 0      | –      | –      |
| 1979/80         | Heracles '74    | Nederland       | Eerste divisie   | –          | –          | –     | 0     | 0              | 0              | 0      | 0      | –      | –      |
| 1980/81         | Heracles '74    | Nederland       | Eerste divisie   | –          | –          | –     | 0     | 0              | 0              | 0      | 0      | –      | –      |
| 1981/82         | Heracles '74    | Nederland       | Eerste divisie   | –          | –          | –     | 0     | 0              | 0              | 0      | 0      | –      | –      |
| Carrière totaal | Carrière totaal | Carrière totaal | Carrière totaal  | –          | –          | –     | 0     | 47             | 1              | 0      | 0      | –      | –      |

## Trivia
- Van Ierssel scoorde het snelste doelpunt in het Nederlandse betaald voetbal ooit. In een wedstrijd tussen Baronie en De Graafschap op 28 januari 1968 in de Tweede divisie trof hij het doel na zeven seconden.[1]